# Afgekia
Afgekia,  rod mahunarki iz tribusa Wisterieae, dio potporodice Faboideae. Pripadaju mu dvije vrste iz Tajlanda.

## Vrste
1. Afgekia mahidoliae B.L.Burtt & Chermsir.
2. Afgekia sericea Craib

Sinonim Afgekia filipes  (Dunn) R.Geesink= Padbruggea filipes (Dunn) Craib.